# Amina Zidani
Amina Zidani (* 23. August 1993 in Villepinte) ist eine französische Boxerin.

## Amateurkarriere
Zidani wurde Französische Meisterin 2016 im Halbweltergewicht, 2017, 2018 und 2019 im Leichtgewicht, sowie 2020 im Federgewicht. 2018 gewann sie Silber im Leichtgewicht bei den World University Championships in Elista.
Bei der Weltmeisterschaft 2023 in Neu-Delhi gewann sie eine Bronzemedaille im Federgewicht und startete auch bei den Europaspielen 2023 in Krakau, wo sie mit Siegen gegen Ana Milišić aus der Schweiz, Lucie Sedláčková aus Tschechien, Mahsati Hamsajewa aus Aserbaidschan, Michaela Walsh aus Irland und Swetlana Stanewa aus Bulgarien die Goldmedaille im Federgewicht erkämpfte.
Bei den Olympischen Sommerspielen 2024 in Paris unterlag sie gegen Nesthy Petecio.

## Profikarriere
Zidani bestritt ihr Profidebüt im April 2021. Im Juli 2021 wurde sie Französische Meisterin im Superfedergewicht und Dezember 2022 WBC Francophone Champion dieser Gewichtsklasse.